# Christus factus est, WAB 10
Christus factus est, WAB 10, est un motet d'Anton Bruckner, le deuxième de trois mises en musique du graduel Christus factus est, qu'il composa en 1873. Plusieurs décennies auparavant, en 1844, il avait composé une première œuvre sur le même texte comme graduel de la Messe für den Gründonnerstag, WAB 9. En 1884, Bruckner composera un troisième et plus connu Christus factus est, WAB 11 pour chœur a cappella.

## Historique
Bruckner composa le motet en 1873. L'œuvre a été exécutée la première fois le 8 décembre 1873 dans la Wiener Hofmusikkapelle pour la célébration de la Mariä Empfängnis (fête de l'Immaculée Conception).

Le manuscrit, dont une copie existe à l'Österreichische Nationalbibliothek, a été détruit en 1945. Sur son manuscrit, Bruckner avait écrit Besser ohne Violinen (mieux sans les violons),. 
(traduction) [Cela] laisse supposer qu'il avait conçu l'œuvre idéalement pour chœur à huit voix avec de brèves interventions des trombones et y avait ajouté la partie des cordes colla parte pour prévenir toute dérive d'intonation.
L'œuvre a été d'abord publiée par Ludwig Berberich à Vienne en 1934, sans l'accompagnement des instruments à cordes, les violons étant remplacés par la voix alto durant les mesures 1 à 14. La nouvelle édition de Nowak-Bauernfeind est conforme au manuscrit original.

## Texte
Christus factus est est le graduel des messes du dimanche des Rameaux, du Jeudi saint et du Vendredi saint :
| Christus factus est pro nobis obediens usque ad mortem, mortem autem crucis. Propter quod et Deus exaltavit illum et dedit illi nomen, quod est super omne nomen. | Le Christ s'est fait pour nous obéissant jusqu'à la mort, et à la mort de la croix. C'est pourquoi Dieu l'a exalté, et lui a donné le Nom qui est au-dessus de tout nom. |

## Composition
L'œuvre de 61 mesures en ré mineur est conçue pour chœur mixte à huit voix, trois trombones, deux violons , et alto, violoncelle et contrebasse,,.
La première section (mesures 1-12), une mélodie en mode dorien chantée par les voix soprano et alto à l'unisson et accompagnée par un contrepoint des premier et second violons, se termine sur autem crucis.
La deuxième section (mesures 13-21), un fugato, évolue en si bémol majeur et se termine aux mesures 20-21 en forte sur exaltavit illum.
La troisième section (mesures 22-31), soutenue par les cordes et les trombones, se termine par un climax en la bémol majeur, sur dedit illi nomen.
La quatrième section (mesures 31-61), qui commence en pianissimo, construit par les entrées successives des huit voix – de la plus basse à la plus haute – une « pyramide » de sons basée sur une pédale en la bémol, qui mène à un nouveau climax en do majeur. Cette première « pyramide » est suivie à la mesure 38 par une deuxième « pyramide », qui évolue de manière similaire et se termine en ré majeur.
La coda sur quod est super commence à la mesure 45 par une troisième « pyramide », chargée d'un grand effet dramatique, et se termine aux mesures 51-53 par un climax a cappella en ré mineur. La deuxième partie de la coda (mesures 53-61) chantée a cappella, une citation de la coda du Kyrie de la Messe en mi mineur, se termine en pianissimo en ré majeur.
« On doit considérer cette composition comme l'une des œuvres les plus expressives et monumentales de la musique sacrée de Bruckner... »

## Discographie
Il y n'a que deux enregistrements de cette deuxième version du Christus factus est :
- Jonathan Brown, Ealing Abbey Choir, Anton Bruckner: Sacred Motets – CD : Herald HAVPCD 213, 1997 (totalement a cappella)
- Ricardo Luna, Hard-Chor Linz, Ensemble Wien-Linz, Bruckner unknown – CD : Preiser Records PR 91250, 2013 (suivant la partition originale) – peut aussi être écouté sur YouTube: Christus factus est, Original Version, WAB10

## Sources
- Anton Bruckner – Sämtliche Werke, Band XXI: Kleine Kirchenmusikwerke, Musikwissenschaftlicher Verlag der Internationalen Bruckner-Gesellschaft, Hans Bauernfeind et Leopold Nowak (Éditeurs), Vienne, 1984/2001
- Cornelis van Zwol, Anton Bruckner 1824-1896 – Leven en werken, uitg. Thot, Bussum, Pays-Bas, 2012.  (ISBN 978-90-6868-590-9)
- Uwe Harten, Anton Bruckner. Ein Handbuch. Residenz Verlag, Salzbourg, 1996.  (ISBN 3-7017-1030-9).